# My Unique Skill Makes Me OP Even at Level 1
My Unique Skill Makes Me OP Even at Level 1 (レベル1だけどユニークスキルで最強です?, Reberu ichi dakedo yunīkusukiru de saikyōdesu, lett. "Sono al livello 1, ma sono il più forte grazie alla mia abilità unica") è una serie di light novel scritta da Nazuna Miki e disegnata da Subachi. La serie è stata originariamente pubblicata sul sito web di romanzi generati dagli utenti Shōsetsuka ni narō dal febbraio 2017 all'aprile 2020. Successivamente, è stata acquisita dalla casa editrice Kōdansha, che ne ha pubblicato nove volumi a partire dall'agosto 2017 sotto l'etichetta Kodansha Ranobe Books.
Un manga, disegnato invece da Mawata, è serializzato sulla rivista Suiyōbi no Sirius di Kōdansha dal 30 maggio 2018. A maggio 2025 i capitoli sono stati raccolti in sedici volumi formato tankōbon.
Un adattamento anime, prodotto da Maho Film, è stato mandato in onda da luglio al settembre 2023.

## Trama
Ryota Sato, morto per il troppo lavoro, si è reincarnato in un mondo parallelo. Nonostante in questo nuovo mondo sia vivo, egli è gravato dall'inconveniente che il suo livello è fissato a 1.
Pur non riuscendo ad avanzare di livello, ha un'abilità unica: può creare un oggetto cheat che non dovrebbe esistere in un mondo del genere.
Con l'aiuto di alcuni oggetti che aumentano le abilità, Ryota riesce a raccogliere un gran numero di armi e altri oggetti che solo lui è in grado di usare e, sebbene continui a rimanere fermo al livello 1, possiede l'equipaggiamento più forte di tutti.

## Personaggi
Ryota Sato (佐藤亮太?, Sato Ryota)
Doppiato da: Kaito Ishikawa (ed. giapponese); Luigi Morville (ed. italiana)
Una sera, dopo aver perso l'ultimo treno per tornare a casa, si addormenta sulla scrivania del posto dove lavora. Tuttavia, al suo risveglio, si ritrova catapultato in un mondo molto particolare e completamente nuovo. Inizialmente le sue abilità e statistiche sono al minimo, con un livello massimo di appena 1. Sorprendentemente, però, scopre che le sue abilità da avventuriero sono tutte classificate al grado S, appena sopra il grado A. Durante le sue prime esperienze in questo nuovo mondo, incontra Emily, una ragazza che gli fa' compagnia per tutto il suo viaggio. Quest'incontro inizia a far emergere sentimenti di gratitudine e fiducia di Ryota verso Emily. Mosso dalla determinazione di migliorare il suo status attuale, Ryota si impegna talmente tanto da guadagnare abbastanza per regalare una dimora ad Emily. Nel nuovo mondo, Ryota scopre che può aumentare le sue statistiche raccogliendo semi provenienti dai mostri che infestano il dungeon di Nihonium. Raccogliendo questi semi, le statistiche iniziano a crescere, portandolo ad aumentare oltre le sue aspettative il suo livello attuale. Tuttavia fatica a capire i sentimenti d'amore di Erza e spesso fraintende le situazioni sociali. Inizialmente è armato solo di una lancia di bambù che gli ha dato Emily, ma dopo aver rotto quest'arma, Ryota ottiene una pistola sconfiggendo un mostro gorilla. Grazie a quest'ultima arma, Ryota trova più facilità a sconfiggere gli ostacoli che gli si parano davanti.
Emily Brown (エ ミ リ ー ・ ブ ラ ウ ン?, Emirī Buraun)
Doppiata da: Rin Kusumi (ed. giapponese); Margherita Rebeggiani (ed. italiana)
Eve Callusleader (イ ヴ ・ カ ル ス リ ー ダ ー?, Ivu Karusurīdā)
Doppiata da: Marika Kōno (ed. giapponese); Perla Liberatori (ed. italiana)
Erza Monsoon (エ ル ザ ・ モ ン ス ー ン?, Eruza Monsun)
Doppiata da: Mai Fuchigami (ed. giapponese); Giorgia Venditti (ed. italiana)
Celeste (セレスト?, Seresuto)
Doppiata da: Saori Ōnishi (ed. giapponese), Jessica Bologna (ed. italiana)
Alice Wonderland (アリス・ワンダーランド?, Arisu Wandārando)
Doppiata da: Kanon Takao (ed. giapponese), Sara Ciocca (ed. italiana)
Neptune (ネプチューン?, Nepuchūn)
Doppiato da: Hiro Shimono (ed. giapponese); Alessio Nissolino (ed. italiana)
Rill (リル?, Riru)
Doppiata da: Chinatsu Akasaki (ed. giapponese); Elisa Angeli (ed. italiana)

Ran (ラン?, Lan)
Doppiata da: Maaya Uchida (ed. giapponese); Barbara Pitotti (ed. italiana)

## Media

### Light novel
Scritti da Nazuna Miki, My Unique Skill Makes Me OP Even at Level 1 viene pubblicata sul sito web Shōsetsuka ni Narō dal 24 febbraio 2017 al 19 aprile 2020. Successivamente, la serie viene acquisita da Kōdansha, che ne inizia a pubblicare le light novel illustrate da Subachi a partire dal 31 agosto 2017 sotto l'etichetta Kodansha Ranobe Books. A settembre 2023, sono stati pubblicati nove volumi.
| Nº | Data di prima pubblicazione | Data di prima pubblicazione | Data di prima pubblicazione |
| Nº | Giapponese                  | Giapponese                  |                             |
| -- | --------------------------- | --------------------------- | --------------------------- |
| 1  | 31 agosto 2017              | ISBN 978-4-06-365039-6      |                             |
| 2  | 27 dicembre 2017            | ISBN 978-4-06-365047-1      |                             |
| 3  | 30 marzo 2018               | ISBN 978-4-06-511506-0      |                             |
| 4  | 31 agosto 2018              | ISBN 978-4-06-512964-7      |                             |
| 5  | 9 gennaio 2019              | ISBN 978-4-06-514551-7      |                             |
| 6  | 2 maggio 2019               | ISBN 978-4-06-515660-5      |                             |
| 7  | 2 dicembre 2019             | ISBN 978-4-06-518288-8      |                             |
| 8  | 2 agosto 2023               | ISBN 978-4-06-532785-2      |                             |
| 9  | 1º settembre 2023           | ISBN 978-4-06-533306-8      |                             |

### Manga
Un adattamento manga disegnato da Mawata viene serializzato sul servizio manga di Kōdansha-Niconico Seiga chiamato Suiyōbi no Sirius a partire dal 30 maggio 2018. A maggio 2025, sono stati pubblicati sedici volumi.
| Nº | Data di prima pubblicazione | Data di prima pubblicazione | Data di prima pubblicazione |
| Nº | Giapponese                  | Giapponese                  |                             |
| -- | --------------------------- | --------------------------- | --------------------------- |
| 1  | 9 gennaio 2019              | ISBN 978-4-06-514229-5      |                             |
| 2  | 9 maggio 2019               | ISBN 978-4-06-515416-8      |                             |
| 3  | 4 dicembre 2019             | ISBN 978-4-06-517842-3      |                             |
| 4  | 8 maggio 2020               | ISBN 978-4-06-519336-5      |                             |
| 5  | 9 ottobre 2020              | ISBN 978-4-06-520819-9      |                             |
| 6  | 9 febbraio 2021             | ISBN 978-4-06-522129-7      |                             |
| 7  | 8 luglio 2021               | ISBN 978-4-06-523687-1      |                             |
| 8  | 9 dicembre 2021             | ISBN 978-4-06-526018-0      |                             |
| 9  | 9 maggio 2022               | ISBN 978-4-06-527629-7      |                             |
| 10 | 7 ottobre 2022              | ISBN 978-4-06-529281-5      |                             |
| 11 | 9 marzo 2023                | ISBN 978-4-06-530837-0      |                             |
| 12 | 7 luglio 2023               | ISBN 978-4-06-532074-7      |                             |
| 13 | 9 gennaio 2024              | ISBN 978-4-06-534153-7      |                             |
| 14 | 7 giugno 2024               | ISBN 978-4-06-535684-5      |                             |
| 15 | 9 dicembre 2024             | ISBN 978-4-06-537699-7      |                             |
| 16 | 9 maggio 2025               | ISBN 978-4-06-539071-9      |                             |
| 17 | 9 ottobre 2025              | ISBN 978-4-06-541059-2      |                             |

### Anime
Il 6 maggio 2022 viene annunciato un adattamento anime della serie. La produzione e animazione è a cura dello studio Maho Film, mentre la regia è affidata a Yūji Yanase. La sceneggiatura è a cura di Yuka Yamada, mentre il character design della serie è di Miyako Nishida, Eri Kojima, Kaho Deguchi e Yuko Oba. La musica viene composta da Tomoyoshi Endō. La serie è andata in onda dall'8 luglio al 23 settembre 2023 su Tokyo MX e altre reti. La sigla di apertura è Chase Me, eseguita da Nora dei Konya, Ano Machi Kara, mentre la sigla di chiusura è Tambourine no naru oka (タンバリンの鳴る丘? lett. "La Collina dei tamburelli che suonano"), interpretata da Airi Miyakawa. Fuori dal Giappone, la serie è stata pubblicata in simulcast col Giappone da Crunchyroll, anche doppiata in italiano.

#### Episodi
| Nº | Titolo italiano Giapponese 「Kanji」 - Rōmaji | In onda           | In onda           |
| Nº | Titolo italiano Giapponese 「Kanji」 - Rōmaji | Giapponese        | Italiano          |
| 1  | È un essere umano droppato da uno slime 「スライムからドロップされた人間なのです」 - Suraimu kara doroppu sa reta ningen'na nodesu | 8 luglio 2023     | 8 luglio 2023     |
| 1  | Ryota si risveglia nel dungeon di Telulu, dove una giovane avventuriera di nome Emily lo informa che, in qualche modo, lui era stato droppato da uno slime che aveva appena ucciso. Spiega che in questo mondo, viene tutto droppato dagli slime, dalle potenti armi magiche al cibo di tutti i giorni. Il valore di tali oggetti viene determinato dal livello di abilità degliAvventurieri. Ryota scopre che, nonostante sia solo di livello 1, scopre che le sue abilità come avventuriero sono tutte al livello S, superiore al livello A. Quando uccise uno slime, escono più germogli di soia di quanti ne avesse mai visti Emily, confermando che ogni oggetto ottenuto avrebbe avuto un valore di livello S. Con i proventi ottenuti dalla vendita dei germogli di soia, Ryota guadagna abbastanza denaro da potersi permettere di affittare un piccolo appartamento. Così, decide di invitare Emily, senza tetto, a trasferirsi lì come segno di riconoscenza per la sua gentilezza. Nel frattempo, Ryota venne a conoscenza da Erza, la segretaria della Gilda degli Avventurieri, dell'esistenza del dungeon di Nihonium, che contiene dei mostri che non droppano nulla. Nonostante sia solo di livello 1, Ryota decide di investigare su Nihonium personalmente. Scopre che quel dungeon droppa oggetti magici destinati ai Raccoglitori di livello S, al fine di aumentare le loro altre abilità, una possibilità che sembrava impossibile per un Avventuriero di livello 1 come lui. Con le sue abilità aumentate, Ryota decise di affrontare il secondo livello di Teluku per raccogliere delle carote, ma viene deriso dagli altri Avventurieri a causa del suo basso livello, in particolare da una strana ragazza-coniglio che afferma di odiare i livello 1. Però, questa ragazza-coniglio lo segue fino a casa e alla fine confessa di amarlo. |                   |                   |
| 2  | È dead or carote 「でっどおあにんじんなのです」 - Deddo o a ninjin'na nodesu | 15 luglio 2023    | 15 luglio 2023    |
| 2  | Dopo aver colpito Ryota alla testa con un colpo normalmente quasi fatale noto come Excalibur, la ragazza-coniglio insiste nel voler sapere come abbia fatto a sopravvivere. Non volendo rivelare che il Nihonio gli ha conferito una salute di livello S, Ryota la distrae offrendole carote di alta qualità. Alla sua successiva visita al Nihonio, la ragazza-coniglio lo segue e lo vede effettivamente ottenere oggetti rari, ma ancora una volta Ryota la distrae facendole nuove promesse riguardo alle carote. Portando le carote alla gilda, gli Avventurieri sono sorpresi dal fatto che lui conosca Eve, e che finora non sia stato brutalmente aggredito. Quando spiega che le carote placano Eve, Erza acquista ogni carota per il doppio rispetto al normale, dato che le carote che vengono approvate da Eve sono considerate di altissima qualità. A Telulu, Ryota assiste ad un Avventuriero esperto che spinge i suoi allievi oltre l'esaurimento, per poi deridere Ryota per il suo atteggiamento così rilassato. Eve rimprovera l'uomo, sottolineando che il suo sforzo è inutile quando Ryota ottiene oggetti migliori senza nemmeno cercare. Ryota ed Emily desiderano un carretto magico per aumentare la loro capacità di trasporto, ma un carretto di qualità costa 10 milioni. In seguito, un gigantesco gorilla attacca la città e la maggior parte degli Avventurieri scappa poiché è apparso al di fuori di un dungeon e non rilascia oggetti al suo abbattimento. Questi drop sono considerati dei randagi. Con l'assistenza di Emily ed Eve, Ryota uccide il gorilla e tutti rimangono sbalorditi quando il randagio droppa effettivamente un oggetto. |                   |                   |
| 3  | Sono dei cosi piccoli e neri e li ammazzano tutti 「黒くて小さいアレは皆殺しなのです」 - Kurokute chīsai Are wa minagoroshina nodesu | 22 luglio 2023    | 22 luglio 2023    |
| 3  | L'oggetto droppato dal randagio si rivela essere una pistola, ma Ryota si preoccupa sul dove avrebbe potuto procurarsi ulteriori munizioni una volta esaurite. Lui ed Emily iniziarono a dare la caccia agli slime scarafaggio che droppano zucche. Emily, che odia gli scarafaggi, impazzisce. Alla fine, si ritrovano con troppe zucche da trasportare. Altri slime scarafaggio si generano dalle zucche fuori dal dungeon, alcune delle quali droppano munizioni. Ryota apprende che i mostri possono comparire fuori dai dungeon dagli oggetti lasciati incustoditi per troppo tempo e corre via mentre Erza stava cercando di chiedergli un appuntamento. Sperimentando, riusce a far generare uno slime fuori dal dangeon e lo uccide, droppa alcune delle munizioni. Ora con un rifornimento costante di proiettili, fa degli esperimenti con i mostri di Nihonium e acquisisce dei proiettili magici al ghiaccio. Durante la strada di ritorno, un mercante rivela che il suo carretto magico, contenente oggetti provenienti da un mostro fantasma chiamato Femini, è caduto giù da una scogliera e, a meno che non viene recuperato presto, si sarebbero generati molti Femini. Ryota uccide un Femini che aveva posseduto il mercante mentre l'accompagnatrice volontaria dell'avventuriero cercava di raggiungere il carrello da sola. Ryota la ferma e, contro le richieste del mercante, congela il carrello con i proiettili di ghiaccio che Emily poi distrugge, impedendo così l'arrivo di altri Femini. Poiché Emily ha inflitto il colpo finale a molti mostri di alto livello, il suo livello aumenta di diversi punti. |                   |                   |
| 4  | È il momento del trasloco! Godiamoci la pacchia nella casa nuova 「新居へお引越し！ おうちでまったり時間なのです」 - Shinkyo e o hikkoshi! O uchi de mattari jikan'na nodesu | 29 luglio 2023    | 29 luglio 2023    |
| 4  | Ryota droppa una collana magica da un mostro raro che raddoppia gli oggetti che si droppano dai mostri. Visto che ora guadagna decide di andare a cercare una nuova casa in cui trasferirsi. Mentre vende dei germogli di bambù, Ryota incontra una donna misteriosa che li compra tutti. Erza rivela la sua vera identità, si chiama Eric Macy ed è una chef gourmet. Non volendo che Ryota venga sfruttato, Erza chiede a Ryota di firmare un contratto in esclusiva: il "Germoglio di Bambù di Ryota". Ryota accetta. A Nihonium, Ryota incontra la Principessa Margaret e le sue guardie, che agiscono come il suo gruppo di avventurieri. Svelano che i mostri che non rilasciano oggetti stanno in realtà rilasciando ossigeno, un bene prezioso quando imbottigliato. Ryota ed Emily decidono che hanno bisogno di un carrello magico più che di una nuova casa. Tuttavia, quando raggiungono il negozio di Orton, sua giovane figlia Olga racconta loro che Orton è scomparso nel dungeon dell'arsenico. Dopo aver trovato Orton sano e salvo, li aiutano a individuare un mostro volante di cui ha bisogno per creare un nuovo prototipo di carrello. In segno di gratitudine per il loro aiuto nel ritrovare il mostro e nel salvare la città da una gorilla, Orton decide di regalare loro il carrello. Alla gilda, Ryota salva Erza da un cliente violento, e in un momento di impulso, lei lo bacia, mettendoli entrambi in imbarazzo. Grazie al carrello magico, riescono a guadagnare abbastanza soldi per acquistare una nuova casa in soli tre giorni, anche se decidono di conservare la loro vecchia casa per i bei ricordi. Eve, l'amica di Ryota, è entusiasta di visitare la loro nuova casa per raccogliere le sue carote. |                   |                   |
| 5  | Evviva! È il mio turno! 「やった！ 私のお当番回なのです」 - Yatta! Watashi no o tōban kaina nodesu | 5 agosto 2023     | 5 agosto 2023     |
| 6  | È l'entrata in scena di una bella donna 「美人さん登場なのです」 - Bijin-san tōjōna nodesu | 12 agosto 2023    | 12 agosto 2023    |
| 7  | È una contesa per il dungeon piagata da una cospirazione 「謀略渦巻くダンジョン争奪戦なのです」 - Bōryaku uzumaku danjon sōdatsu-sen'na nodesu | 19 agosto 2023    | 19 agosto 2023    |
| 8  | È Celeste! Dacci dentro! Fallo fuori! 「がんばれ！ やっちゃえ！ セレストさんなのです」 - Ganbare! Yatchae! Seresuto-san'na nodesu | 26 agosto 2023    | 26 agosto 2023    |
| 9  | È il tanto atteso episodio dedicato a Eve! 「待ってました！ イヴちゃんのお当番回なのです」 - Mattemashita! Ivu-chan no o tōban kaina nodesu | 2 settembre 2023  | 2 settembre 2023  |
| 10 | È l'entrata in scena di Alice 「アリスちゃん登場なのです」 - Arisu-chan tōjōna nodesu | 9 settembre 2023  | 9 settembre 2023  |
| 11 | È l'inizio della festa del raccolto 「いざ収穫祭なのです」 - Iza shūkakusai nano desu | 16 settembre 2023 | 16 settembre 2023 |
| 12 | È il nostro party 「みんなでパーティなのです」 - Minna de pāti nano desu | 23 settembre 2023 | 23 settembre 2023 |